# Bofur
En el universo imaginario de J. R. R. Tolkien y en la novela El hobbit, bofur es un enano y aunque desciende de los habitantes de Moria, no pertenece a la Casa de Durin. Nació en las Tierras Brunas, desconociéndose su año de nacimiento y el de su muerte. Es primo de Bifur y hermano de Bombur.
Bofur era descendiente de los Enanos de Khazad-dûm, pero no era del linaje real de Durin. Él y su familia fueron expulsados de su casa de Erebor por el dragón Smaug. Obligado a vivir en el exilio, trabajó como fabricante de juguetes.
A pesar de su dura vida, era alegre y muy optimista, a menudo culpable de exagerar las cosas en situaciones difíciles, con el simple objetivo de molestar a sus compañeros. Con un gran amor a la cerveza y a la música, y sabe tocar la flauta. Bofur tiene una estrecha relación pero no muy buena con su hermano Bombur, quien es a menudo el objeto de burlas por su enorme tamaño.
En 2941 T. E. formó parte de la Compañía de Thorin que se embarcó en la misión de la Montaña Solitaria para recuperar el reino Bajo la Montaña de las manos de Smaug el Dorado. Se unió a la compañía en busca de fortuna, también (se rumorea) porque le dijeron que había cerveza gratis. Se presentó ante el hobbit Bilbo Bolsón con una capucha dorada y tocando el clarinete, junto a Bifur, amén de comer mucha tarta de carne picada y de queso.
Fue el que resultó menos dañado en el viaje de los barriles por el río del Bosque, aunque estuvo incapacitado de moverse por un largo tiempo, debido al entumecimiento. Una vez recuperado el reino se quedó a vivir allí.

## Cine
En las películas de Peter Jackson, Bofur es interpretado por James Nesbitt.